# 170008 Michaelstrauss
170008 Michaelstrauss este un asteroid din centura principală de asteroizi.

## Descriere
170008 Michaelstrauss este un asteroid din centura principală de asteroizi. A fost descoperit pe 5 octombrie 2002 la Apache Point Observatory în cadrul programului Sloan Digital Sky Survey. Asteroidul prezintă o orbită caracterizată de o semiaxă mare de 2,81 ua, o excentricitate de 0,02 și o înclinație de 6,5° în raport cu ecliptica.